# Чеда сме ние на морето
„Чеда сме ние на морето“ е български военен марш. Понастоящем химн на Морското училище.

## История
Музиката на марша „Чеда сме ние на морето“ е написана от Георги Шагунов, а текстът е написан от Борис Стоянов Илиев, кадет в Морското училище от випуск 1935 – 41 г. Маршът е написан като марш на випуск 1935 – 41 г. След създаването на марша той става много популярен и започва да се изпълнява от всички випуски. По-късно става официален химн на Морското училище. След идването на комунистите на власт маршът спира да бъде официален химн на Морското училище, но продължава да се пее от курсантите. Текстът по някое време претърпява малки промени. Маршът, още преди промените от 1989г., става отново химн на Морското училище.

## Сегашен текст:
| „ | Чеда сме ние на морето, калени в бури ветрове, ветрове. Ний любиме от дън сърцето тез скъпи родни брегове, Призвани в таз свещена сграда, от дълг върховен най-свещен, най-свещен. Да бъдем горди нам се пада, за теб Родино да умрем. Ти о, храм свещен що всаждаш любов към Родина и народ. Ти о, храм що нас ни учиш да мрем пред твоя свят олтар. Кълнем се скъпа нам Родино, кълнем се в твойта свята плът, свята плът. Кълнем се в кръвта на дедите ни, загинали за роден кът. Нек винаги да сме готови да литнем в родното море, в родното, щом дълг и майката Родина в тоз час на бран ни призоват. | “ |

## Оригинален текст:
| „ | Чѣда сме ние на морѣто, Калѣни въ бури, въ вѣтрове, Ний любиме отъ дънъ сърдцето Прескѫпи родни брѣгове. Призвани въ тазъ свѣщена сграда, Отъ дългъ върховенъ най-свѣщенъ. Да бѫдемъ горди, намъ се пада, За тебъ Родино да умремъ. Ти, о'храмъ свѣщенъ, що всаждащъ Любовь къмъ Родина и Царь. Ти, о'храмъ що насъ ни учишъ Да мремъ прѣдъ роденъ свѣтъ олтаръ. Кълнемъ сѣ скѫпа намъ Родино, Кълнемъ сѣ въ твойта свѣта. Кълнемъ сѣ въ праха на дѣдитѣ ни Загинали за роденъ кѫтъ. Нека винаги да сме готови Да литнемъ въ родното морѣ, Щомъ дългъ и нашата Родина Тозъ чась на бранъ ни призове. | “ |